# Аугсбург (бронепалубен крайцер, 1909)
Аугсбург (на немски: SMS Augsburg) е немски бронепалубен крайцер от типа „Колберг“, серия на четири еднотипни кораба, в която той е последният кораб. Участник в Първата световна война. Крайцерът е заложен през 1908 г., спуснат е на вода на 10 юли 1909 г., влиза в строй на 1 октомври 1910 г.

## История
„Аугсбург“ е построен от императорската корабостроителница в град Кил. Корпусът е заложен през 1908 г. и с спуснат на вода през юли 1909 г. през октомври 1910 г. „Аугсбург“ влиза в състава на Флота на откритото море (Хохзеефлотте). Той е въоръжен с главна батарея из двенадесет 10,5 см скорострелни оръдия система SK L/45. Максималната му скорост съставлява 25,5 възела (47,2 км/ч).
След влизането си в строй „Аугсбург“ служи в мирно време отначало като кораб за проверка на торпеда, след това като учебен кораб за артилеристи. С началото на войната е насочен в Балтика, където и прекарва цялата война. На 2 август 1914 г. той участва в операцията, която води до първия бой с руския флот. Участва в сраженията в Рижкия залив (през август 1915 г.), операция Албион (през октомври 1917 г.) и в множество малки сблъсъка в хода на войната. През януари 1915 г. се натъква на мина, но е възстановен след няколко месеца.
В края на войната „Аугсбург“ е предаден на Япония, в качеството на военен трофей. Cчита се, че корабът е продаден от японците за скрап през 1922 г. През 2017 г., в хода на експедиция на Руското географско дружество на остров Матуа, е намерен потънал немски съд, от който е извадена неголяма табелка с надпис AUGSBURG. Изказано е предположението, че намереният кораб има някаква връзка с SMS Augsburg.

## Конструкция
„Аугсбург“ е предназначен за замяна на небронирания крайцер „Шпербер“. Корпусът му е заложен според контракта „Ерзац Шпербер“ през 1908 г. в кайзеровата корабостроителница (Kaiserliche Werft) в гр. Кил. На 10 юли 1909 г. корпусът е спуснат на вода, след което започват работите по дострояването на кораба. На 1 октомври 1910 г. корабът влиза в състава на Хохзеефлотте. Той е с 130,5 м дължина, 14 м ширина, има газене от 5,45 м, водоизместимост от 4882 т при пълно бойно натоварване. Двигателната му установка се състои от две установки парни турбини система Парсънс, задвижващуи четири 2,25 м гребни винта. Индикаторната им мощност съставлява 19 хил. к.с. (13 974 кВт). Парата за машините се образува в петнадесет водотръбни парни котела военноморски тип, за гориво на които се използват въглища. „Аугсбург“ развива скорост от 25,5 възела (47,2 км/ч). Крайцерът може да носи 940 тона въглища, което му осигурява далечина на плаване от 3500 морски мили (6500 км) на скорост от 14 възела (26 км/ч). Екипажът на крайцера се състои от 18 офицера и 349 матроса.
Въоръжение на крайцера са двенадесет 105 мм скорострелни оръдия система SK L/45 на единични лафети.Две оръдия са в редица на носа, осем по бордовете, по четири на всеки борд и две в редица на кърмата.. През 1916 – 17 г. оръдията са заменени с шест оръдия SK L/45 калибър 15 см. Също така крайцерът носи четири противовъздушни оръдия SK L/55 калибър 5,2 см, които през 1918 г. са заменени с две противовъздушни оръдия SK L/45 калибър 8,8 см. Освен артилерийското въоръжение крайцерът носи два 450-мм подводни торпедни апарата. През 1918 г. на палубата му е поставена двойка торпедни апарати калибър 50 см. Крайцерът също така може да носи сто морски мини. Дебелината на стените на рубката съставлява 100 мм, палубата е прикрита от тънка бронеплоча с 40 мм дебелина.

## История на службата
След влизането си в строй „Аугсбург“ се използва като кораб за проверка на торпеда. През 1912 г. корабът е подготвен за подготовка на артилеристи. На 20 май 1914 г. крайцерът посещава град Дънди. Лорд-мер лично приветства капитан Фишер и неговия екипаж, „демонстрирано е велико дружелюбие“. През август 1914 корабът получава назначение в Балтика, където преминава под командата на контраадмирал Роберт Мишке (Robert Mischke). На 2 август „Аугсбург“ поставя минно поле в руския залив Либау, като в същото време „Магдебург“ (SMS Magdeburg) обстрелва пристанището. Руската армия е принудена да изостави Либау. Минното поле, поставено от „Аугсбург“, е недостатъчно обозначено и затруднява действията на немците повече, отколкото усилията на противника. Впоследствие „Аугсбург“ и другите леки кораби на балтийските сили провеждат серия обстрели по руските позиции. На 17 август „Аугсбург“, „Магдебург“, три разрушителя и минният заградител „Дойчланд“ се натъкват на двойка мощни руски броненосни крайцера „Адмирал Макаров“ и „Громобой“. Руският командващ погрешно предполага, че в германската ескадра присъстват германските броненосни крайцери „Роон“ (SMS Roon) и „принц Хайнрих“ (SMS Prinz Heinrich) отказва се от атака и двете ескадри се оттеглят.
През септември леките сили в Балтика са усилени от 4-та бойна ескадра, състояща се от старите линкори тип „Брауншвейг“ и „Вителсбах“ и големият броненосен крайцер „Блюхер“ (SMS Blücher). На 3 септември обединените германски сили предприемат операция в Балтика. В хода на операцията „Аугсбург“ засича руските крайцери „Палада“ и „Баян“. „Аугсбург“ се опитва да подмами руските крайцери по-близо до „Блюхер“, но те не захапват стръвта и отстъпват. На 7 септември „Аугсбург“ и торпедния катер V25 се насочват в Ботническия залив и потопяват руски параход при Раумо. На 9 септември германския флот се връща в портовете. В нощта на 24 по 25 януари „Аугсбург“ навлиза в руско минно поле при остров Борнхолм и се натъква на мина. Екипажът успява да съхрани кораба на вода и той е отбуксиран в порта за ремонт.
„Аугсбург“ се връща към служба през април 1915 г. и е включен в мащабната операция против Либау. Германското командване планира превземането на порта в качеството на отвличаща маневра във връзка с главното германо-австрийско настъпление по линията Горлице-Тарнув. Операцията изисква поддръжката на флота и командването отделя корабът на бреговата отбрана „Беовулф“, три броненосни крайцера, три леки крайцера (включая „Аугсбург“) и голям брой торпедни катери и минни заградители. Вдобавък, за усилване, в Северно море е изпратена 4-та разузнавателна ескадра, състояща се от четири леки крайцера и двадесет и един торпедни катера. През май германската армия превзема Либау, който впоследствие става предна база за германския флот. През същия месец германският флот предприема нова операция: „Аугсбург“ и „Любек“ (SMS Lübeck) трябва да поставят минно поле при входа на Финския залив. Обаче нападението на подводница срещу крайцера „Тетис“ (SMS Thetis) принуждава германско военноморско командване да отмени операцията.
На 1 юни „Аугсбург“, „Роон“, „Любек“ и седем торпедни катера екскортират минния заградител SMS Albatross, докато той залага минно поле при островчето Богскар. На „Аугсбурге“ държи своя флаг командващият операцията флагман коммодор Йохан фон Карпф. С приключване на минирането Карпф изпраща радиосъобщение в щаба за приключване на операцията и се насочва към порта. Това съобщение е прихванато от руската страна, а руското командване решава да прехване германските кораби. В акцията са изпратени пет руски броненосни крайцера. Малко преди срещата с руската ескадра фон Карпф разделя ескадрата си: „Аугсбург“, „Албатрос“ и три торпедни катера поемат към нос Рихсхоф, другите кораби се насочват към Либау. На 2 юни, след 6.30, дозорните на „Аугсбург“ забелязват руските кораби. Фон Карпф заповядва на „Албатрос“, с неговата по-ниска скорост на хода, да търси убежище в неутралните шведски води, а на „Аугсбург“ и торпедните катери да бягат от противника на висока скорост. В последващото сражение „Албатрос“ ляга на плитчина в шведски води. Руските кораби обръщат, за да встъпят в бой с втората германска ескадра, но боя с „Аугсбург“ и „Албатрос“ силно изчерпва боезапасът на руската ескадра, и тя излиза от боя.
В нощта на 29 юни руската подводница „Окунь“ (тип „Касатка“) пуска две торпеда по крайцера „Аугсбург“ но пропуска. През август 1915 г. „Аугсбург“ е придаден към силите, участващи в битката за Рижкия залив. Мощно съединение на Хохзеефлотте, включа осем дредноута и три крайцера се опитва да зачисти Рижкия залив от руските сили. На 16 август „Аугсбург“ взема участие във втората атака, която оглавяват дредноутите „Насау“ (SMS Nassau) и „Позен“ (SMS Posen). В нощта на 19 август „Аугсбург“ среща две руски канонерки: „Сивуч“ и „Кореец“. „Аугсбург“ и „Позен“ потопяват „Сивуч“ а „Кореец“ успява да избяга. Руските надводни сили се оттеглят към остров Моон, опасността от страна на руските подводните и мини, все още намиращи се в Рижкия залив принуждава немците да отстъпят. На 13 октомври неизвестна подводница стреля с торпедо по „Аугсбург“, но торпедото преминава встрани от целта. През септември 1916 г. „Аугсбург“ участва в опита да се проникне в Рижкия залив през Ирбенския пролив, обаче руснаците оказват упорита съпротива (основна роля изиграва старият броненосец „Слава“), което принуждава немците да отстъпят.
През ноември 1917 г. „Аугсбург“ взема участие в операция Албион. „Аугсбург“ е придаден към четвърта разузнавателна група, заедно с леките крайцери „Страсбург“ (SMS Strassburg) и „Колберг“ (SMS Kolberg, систършип на „Аугсбург“) . На 14 октомври 1917 г., в 06.00, трите кораба отплават от Либау, за да прикриват траленето на мини в Рижкия залив. Те са обстреляни от руските 300 мм брегови оръдия и са принудени да се оттеглят. Въпреки това, към 08.45, корабите пускат котва при Михайловската банка и тралчиците започват да прокарват проходи през минните полете. Два дни по-късно „Аугсбург“ се присъединява към дредноутите „Кьониг“ (SMS König) и „Кронпринц“ (SMS Kronprinz) в хода на зачистването на Рижкия залив. Докато линкорите влизат в бой с руските сили, „Аугсбург“ наблюдава за превземането на Аренсбург.
Съгласно условията на примирието за края на войната, „Аугсбург“ и остатъкът от германския флот неинтерниран в Скапа Флоу, се връщат в германските пристанища и са разоръжени Съгласно условията на последващия Версайски договор „Аугсбург“ попада в списъка на корабите предназначени за предаване на съюзниците, крайцерът трябва да бъде разоръжен, но оръдията му си остават на борда. На 3 септември 1920 г. „Аугсбург“, под името „Y“, е предаден на Япония в качеството на военна награда. Но японците не намират начин да ползват кораба и той е продаден за скрап в Дордрехт през 1922 г.

## Коментари
1. ↑  Всички данни са към момента на влизането в строй.
2. ↑  Префиксът „SMS“ е от на немски: Seiner Majestat Schiff (Кораб на Негово Величество).
3. ↑  Според немската класификация те се обозначават като малки крайцери (на немски: Kleiner Kreuzer).
4. ↑  Съгласно номенклатурата на артилерията на флота на Германската империя „SK“ (Schnelladekanone) означава „скорострелно оръдие“, а L/45 означава сравнителната дължина на оръдието в калибри. В дадения случай L/45 означава, че дължината на оръдието съставлява 45 негови калибра (105 × 45).
5. ↑  Германските кораби при началото на тяхното строителство получават временни имена. За новите кораби се избират букви. Тези кораби, които трябва да заменят стари или загубени кораби получават приставката „Ерзац“ пред името на заменяемия кораб.
6. ↑   Виж: s:Armistice between the Allied Governments and Germany V. Naval Conditions, Article 23.
7. ↑   Виж: Treaty of Versailles Section II: Naval Clauses, Article 185.